# يو إس إس تكساس (بي بي-35)
يو إس إس تكساس (بالإنجليزية: USS Texas)‏ هي كانت بارجة تابعة للبحرية الأمريكية وهي حالياً متحف.